# Negroni Sbagliato
Negroni Sbagliato (negroni errado, em tradução livre para o português) é um coquetel inventado pelo barman Mirko Stocchetto no famoso Bar Basso, em Milão.
Numa noite de 1968, ao preparar o clássico coquetel Negroni (inventado para o Conde Negroni em 1919 por Fosco Scarselli) Mirko errou nos ingredientes e como o cliente adorou, estava inventado o Negroni Sbagliato. A bebida tornou-se famosa na Europa, assim como o seu criador.

## Ingredientes
O cocktail é composto por:
- gelo;
- 1 dose ou parte de espumante (prosecco italiano);
- 1 dose ou parte de vermute italiano;
- 1 dose ou parte de Campari;
- metade de uma fatia de laranja;
- algumas gotas de Angostura (opcional).

### Preparo
Coloque 4 ou 5 cubos de gelo num copo e adicione os outros ingredientes. Misture bem com uma colher e decore com a fatia de laranja.